# Goerz (firma)

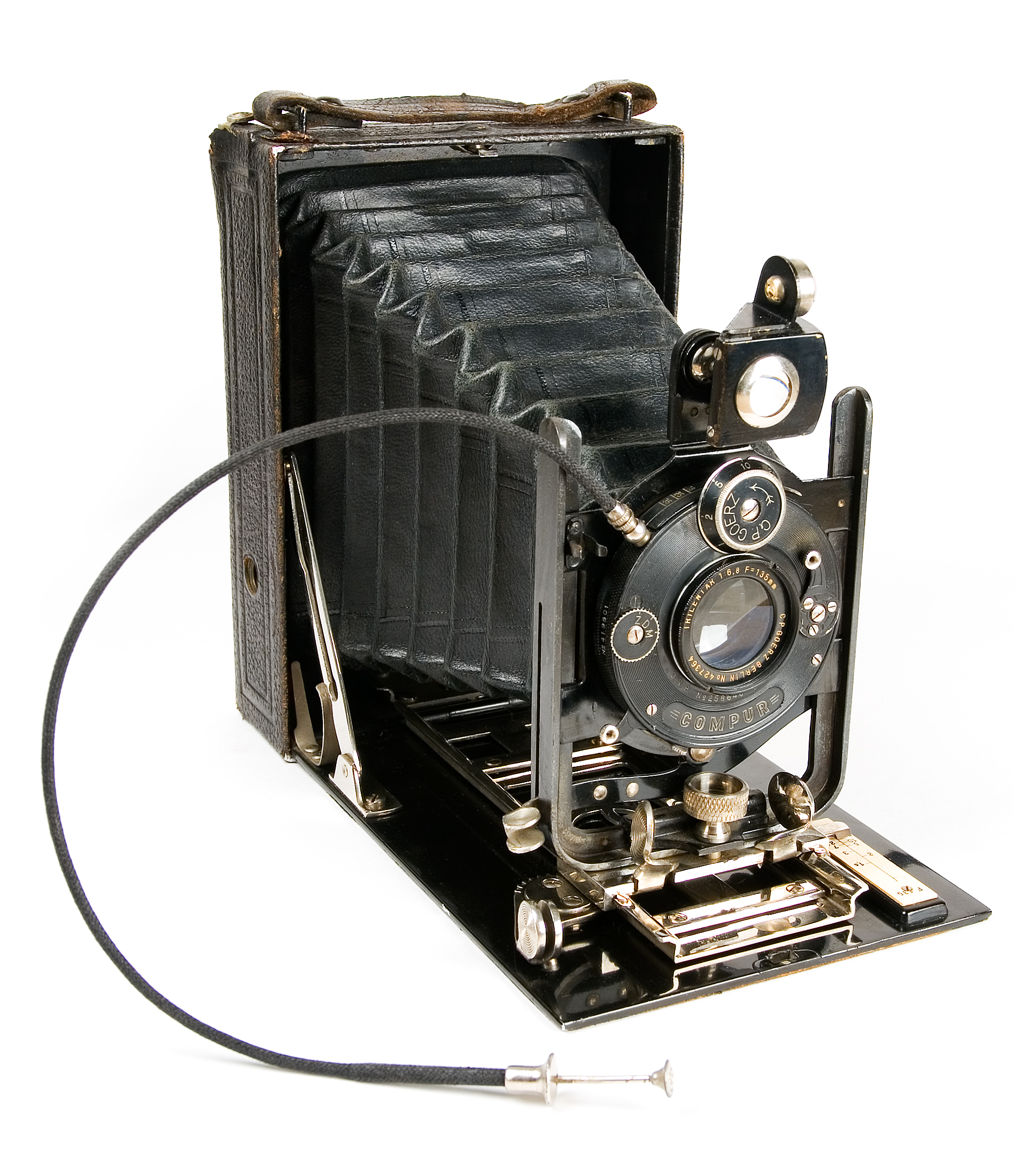
C. P. Goerz Taro-Tenax 9×12

C. P. Goerz byla firma, která vyráběla jemnou mechaniku a optiku a kterou založil v roce 1886 německý podnikatel Carl Paul Goerz.

## Historie
Původně vyráběla kreslící geometrické pomůcky pro školy. Od roku 1888 začala vyrábět fotoaparáty a objektivy. Během první světové války Goerz zastával funkci hlavního výrobce pro německou a rakouskou armádu. Goerz byl známý především sklopnými měchovými fotoaparáty Anschütz, objektivy Dagor a fotoaparáty Tengor a Tenax, v jejichž výrobě později pokračovala firma Zeiss Ikon. C. P. Goertz vyráběl také řadu dalekohledů pro sportovní pušky, které se používaly ve vojenských puškách v zákopové válce, která byla charakteristická pro první světovou válku.
V roce 1895 Goerz založil svou pobočku v New Yorku, a o deset let později vznikla firma C. P. Goerz American Optical. Tato společnost v zámoří působila nezávisle až do roku 1972.
V roce 1908 byla v Berlíně-Zehlendorfu založena firma Goerz Photochemisches Werk GmbH. Tato společnost vyráběla svitkový film a filmy pro filmový průmysl.
V roce 1926 se německá pobočka Goerz sloučila s firmami ICA, Contessa-Nettel a Ernemann a dohromady založili společnost Zeiss Ikon. To mělo pro firmu Goerz závažné důsledky, Carl Zeiss který měl v nové společnosti většinový podíl požadoval, aby některé firmy ukončily výrobu objektivů. To znamenalo také konec pro pověstný objektiv Dagor, přinejmenším v Evropě.

## Významní fotografové
- Lehký sklopný měchový fotoaparát Goerz Tenax používal v roce 1914 mladý André Kertész, který s ním na frontě dokumentoval život v zákopové válce[1], přístroj se ukázal jako perfektní pro přesuny během boje.
- Objektivy Dagor patřily k oblíbeným objektivům Josefa Sudka.

## Galerie

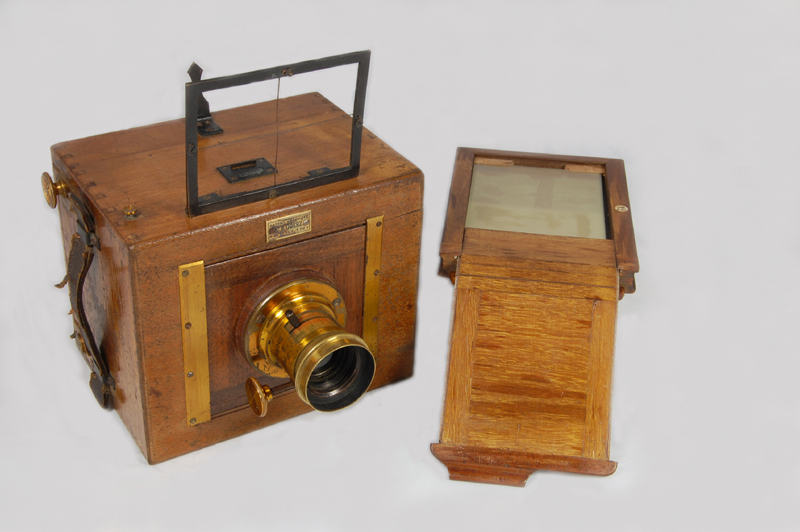
Kamera mit dem patentierten Schlitzverschluss von O. Anschütz, asi 1892
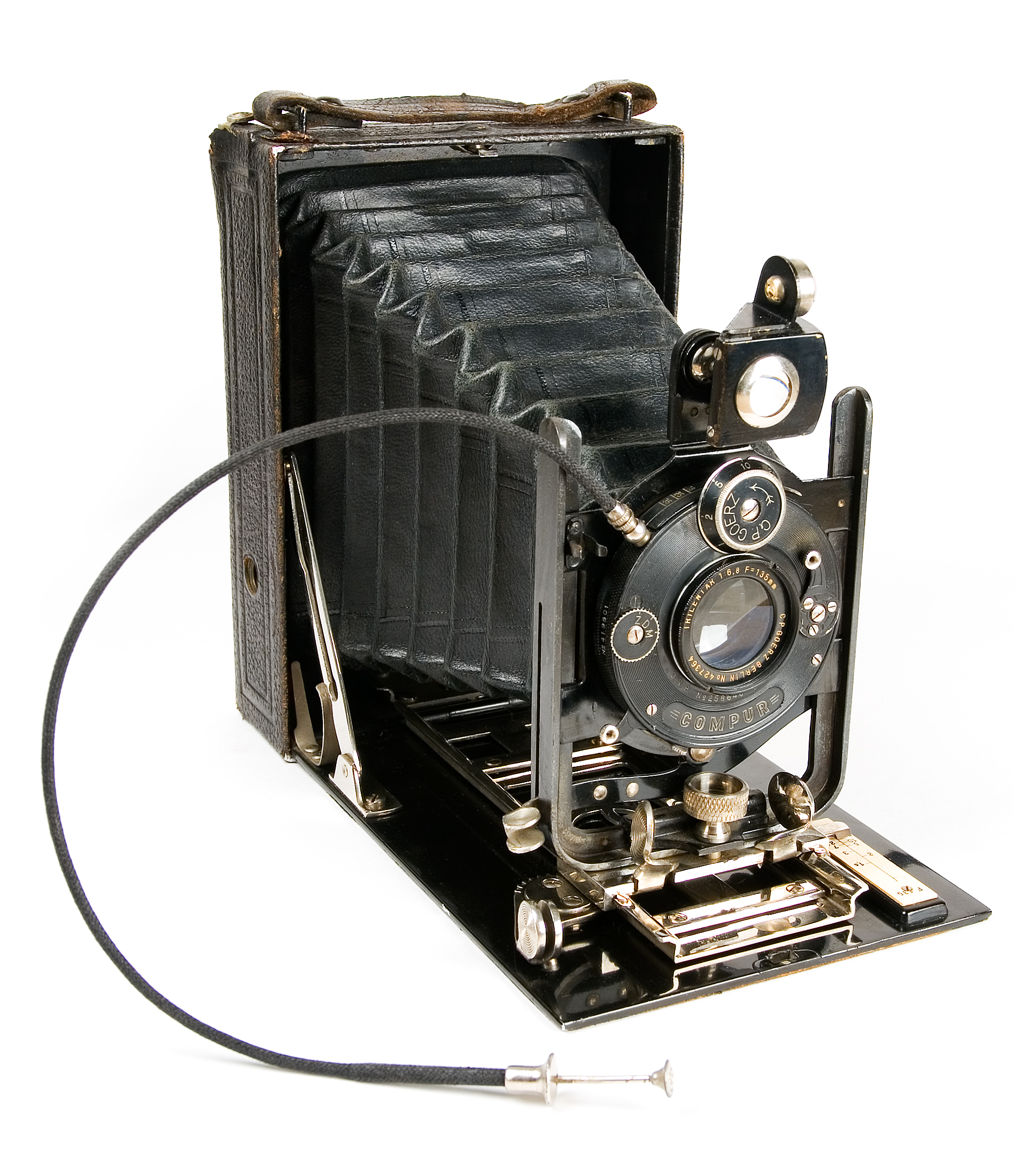
Kamera von C. P. Goerz
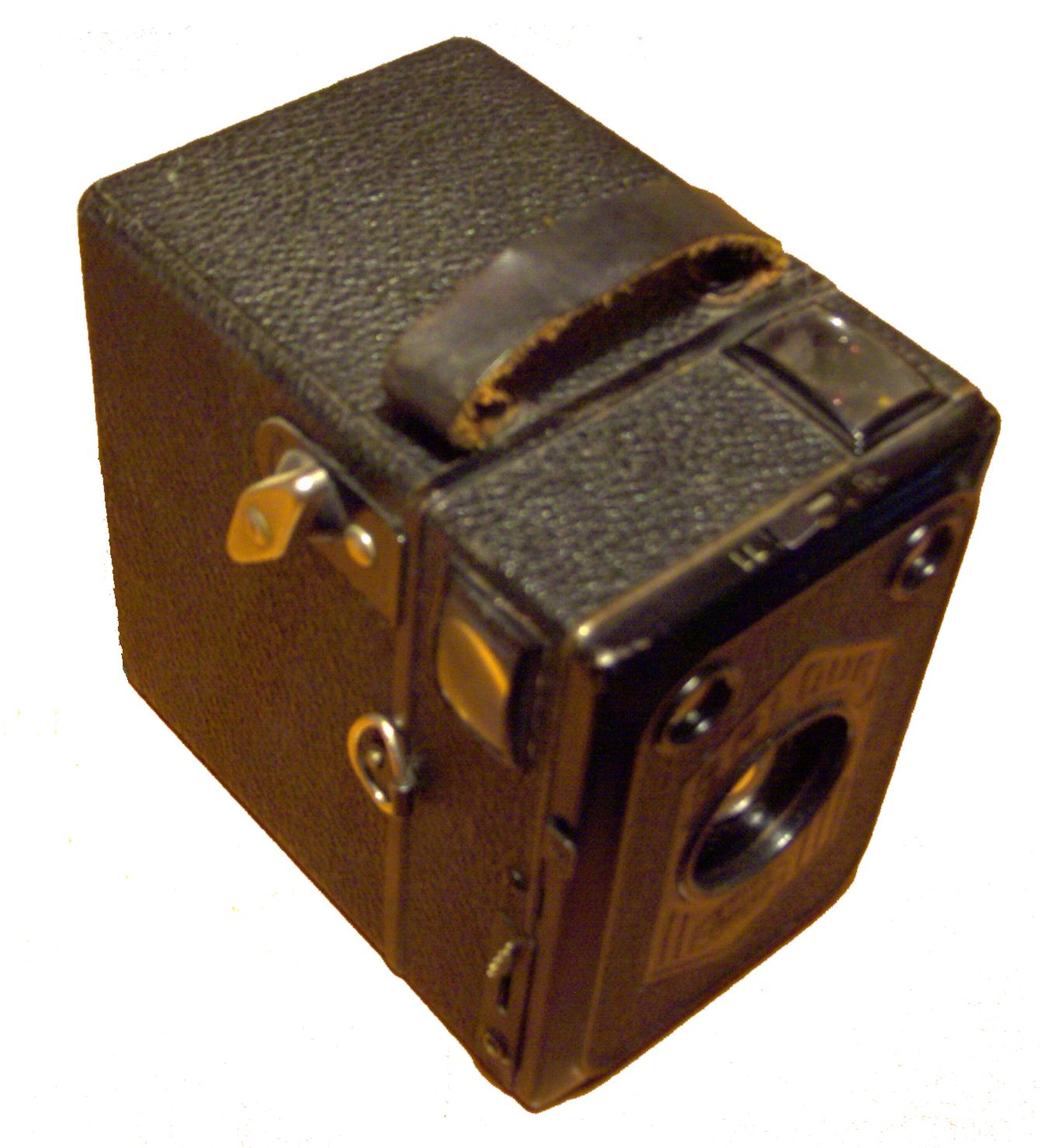
1931, Objektiv: Goerz Frontar 1:11/110mm, Blechgehäuse mit Belederung
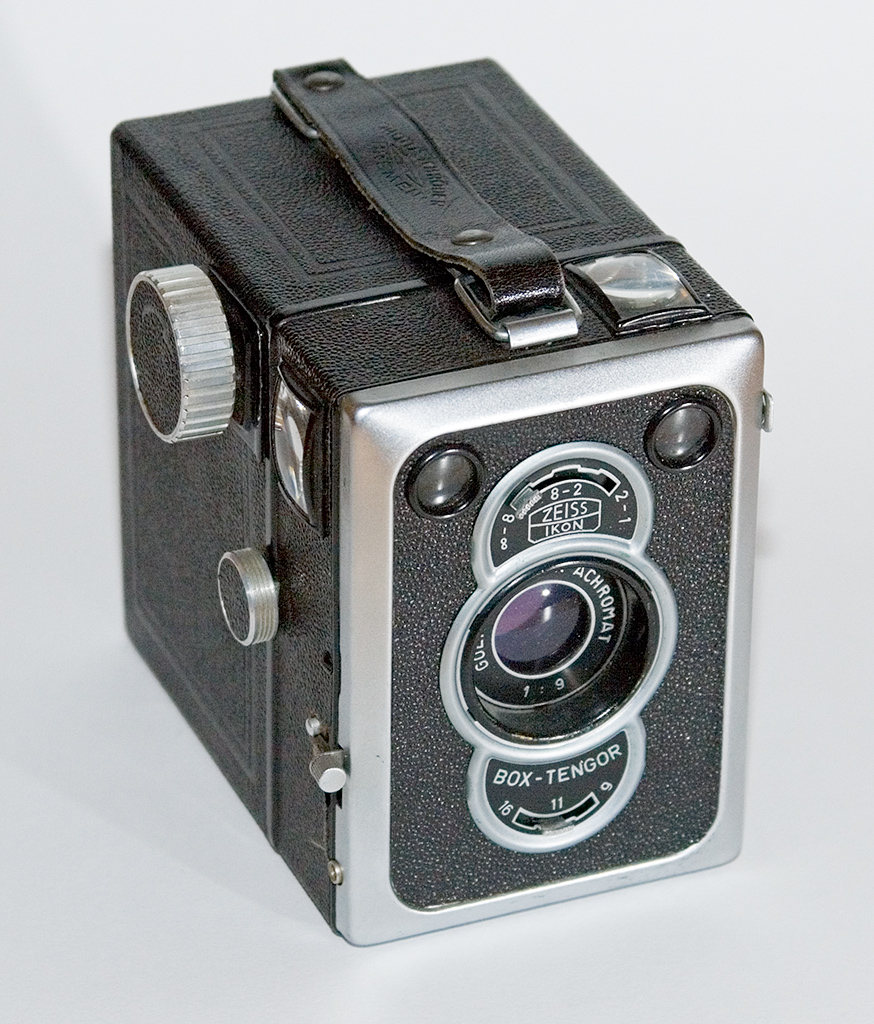
Box Tengor II 56/2 6×9 Goerz Frontar-Achromat 9/110, výroba 1948-1956
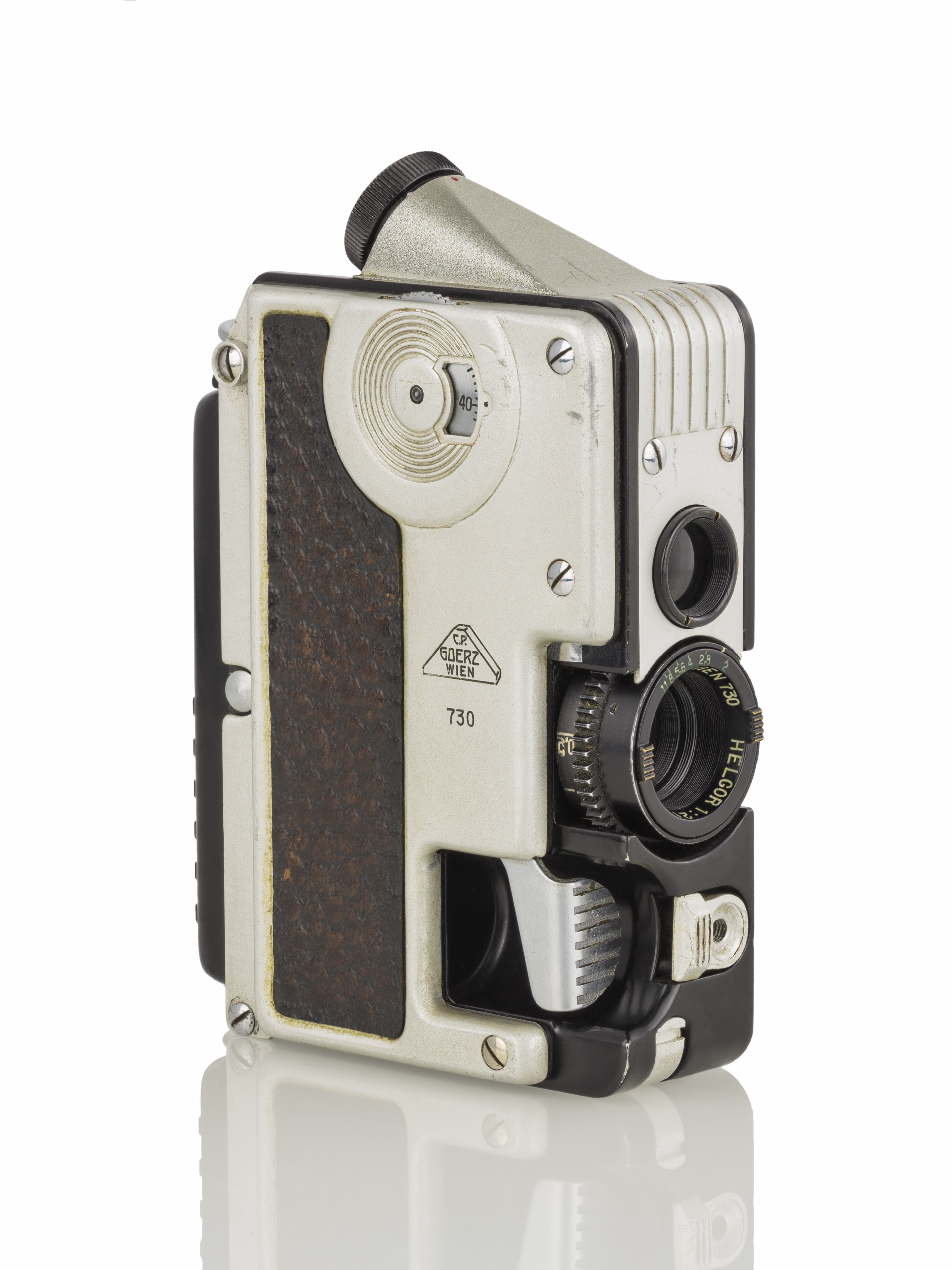
Minicord, 1951
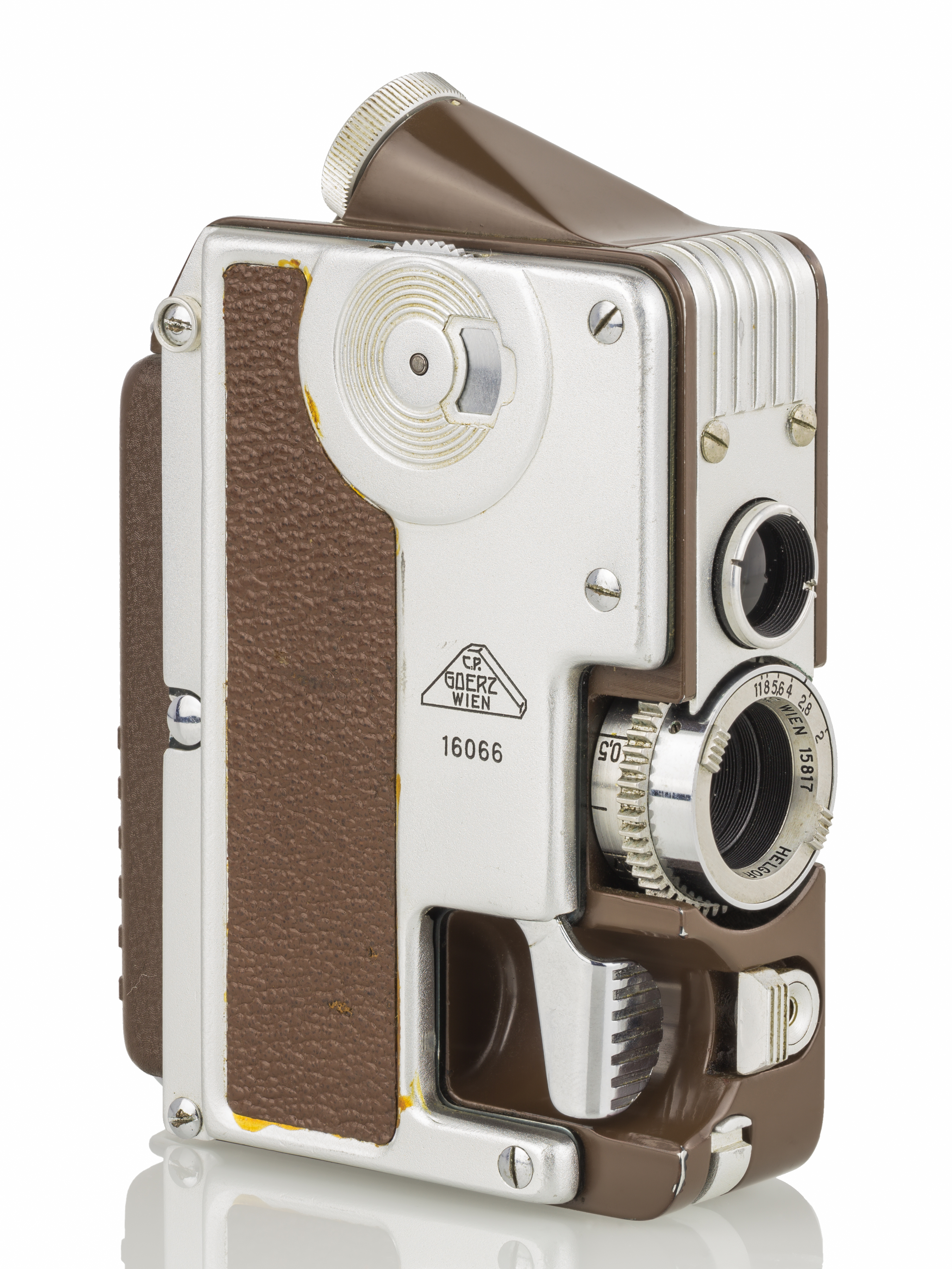
Minicord III, 1958